# Médoc
Das Médoc ist eine dreiecksförmige Halbinsel im Département Gironde im Südwesten Frankreichs, die zwischen der Atlantikküste (Côte d’Argent) an der Biscaya, dem Mündungsarm Gironde und dem Meeresbecken von Arcachon liegt.
Eckpunkte der Halbinsel sind die Stadt Bordeaux im Südosten, Lège-Cap-Ferret am Becken von Arcachon im Süden, und im Norden die Landspitze Pointe de Grave bei Le Verdon.

## Landschaft

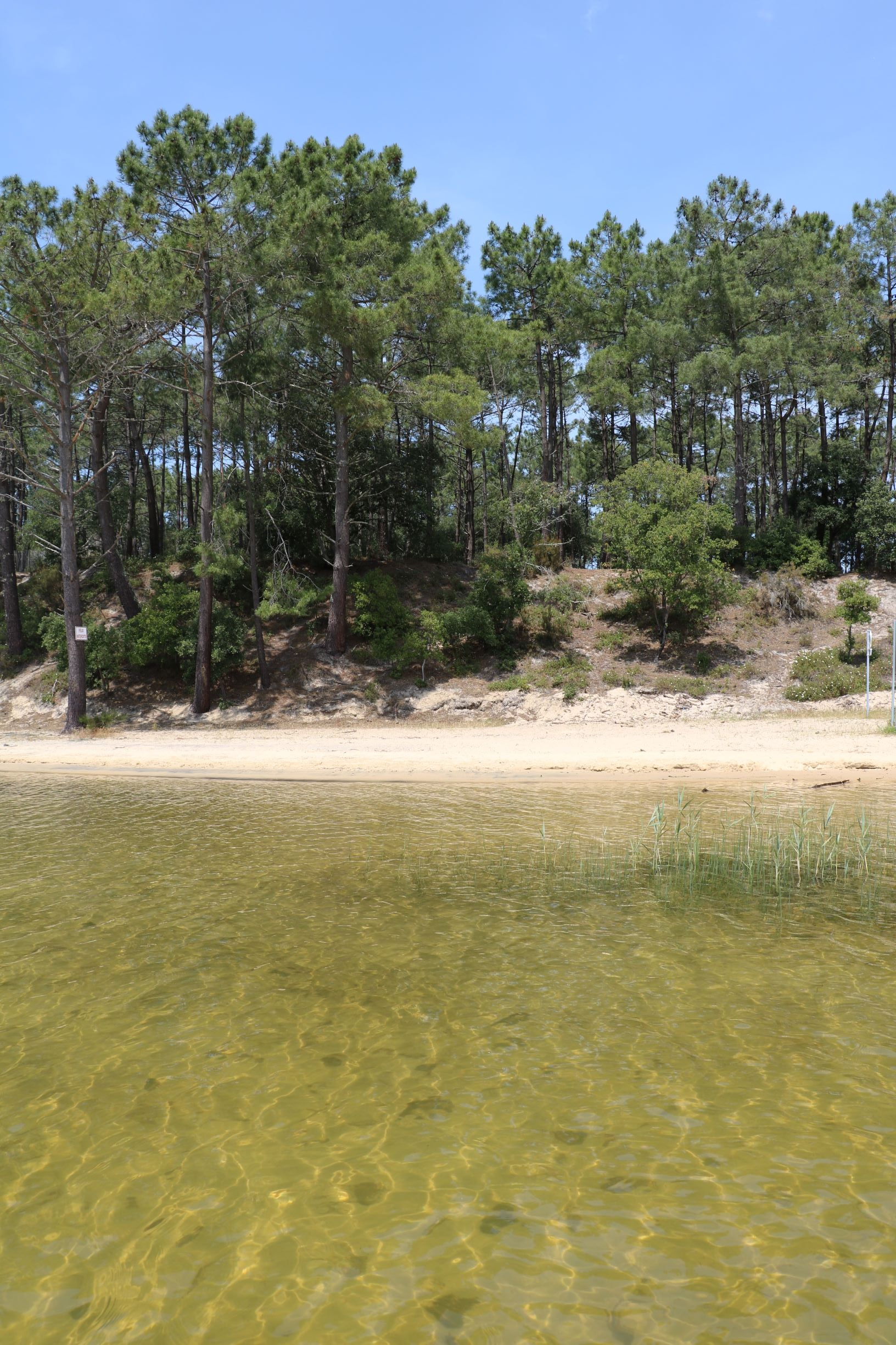
Kiefernwald und Sandbadestrand am See von Hourtin-Carcans

Bis vor etwa einhundertfünfzig Jahren bestand auf der Halbinsel meerseitig eine karge Gestrüpp- und Gräservegetation auf ausgeprägter Dünenlandschaft. Dann wurden Kiefernwälder gepflanzt, um das sumpfige Land zu entwässern und den Sandflug zu bändigen. Die Kiefern entziehen dem Boden, wenn sie ausgewachsen sind, etwa 80 Liter Wasser pro Tag. Die Wälder sind in trockenen Zeiten allerdings auch in Gefahr, in Brand zu geraten. Um 1990 brannte ein riesiges Waldgebiet bei Lacanau herunter und wurde danach komplett wiederaufgeforstet. In der ganzen Region wurden anschließend große Brandschneisen durch die Wälder gezogen, um die Wiederholung dieser Katastrophe in Zukunft zu vermeiden.
Zwei der größten Binnenseen Frankreichs liegen unmittelbar hinter den Dünen: die Seen von Hourtin-Carcans und Lacanau, die sich parallel zur nahegelegenen Atlantikküste erstrecken. In beiden Orten existieren Sandbadestrände, die vor allem im Sommer von Touristen genutzt werden. In den Kiefernwäldern gibt es zumeist keine durchgehend küstennahe Straßenverbindung. Die Küste kann nur auf Stichstraßen durch die Kiefernwälder erreicht werden. Fahrradwege führen inzwischen von Le Verdon bis ins Becken von Arcachon, und diese verlaufen oft unabhängig von Straßen durch Wälder und über das Land.

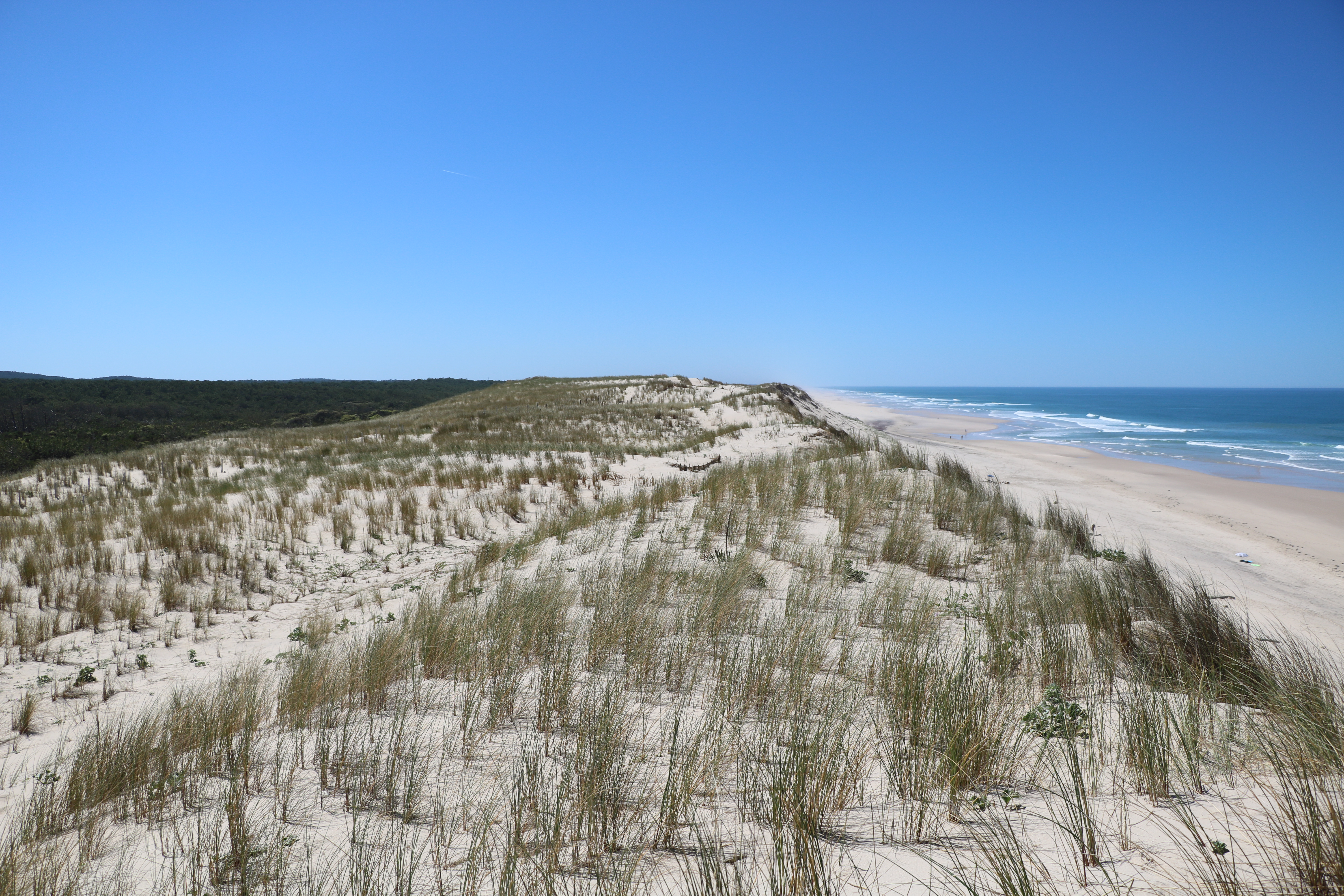
Strand und Dünen in Hourtin-Plage

Durch die Lage auf der Halbinsel entsteht die bemerkenswerte Situation, dass alle Gewässer im Hinterland entweder in die Gironde oder in das Bassin d’Arcachon abfließen. Da küstennahe Niederschläge zudem durch den Sand versickern, hat sich von der Landspitze an der Pointe de Grave bis zur Spitze des Cap Ferret ein praktisch ununterbrochener Sandstrand gebildet – mit fast 100 Kilometern einer der längsten in Europa. Die höchste Düne Europas, die Dune du Pilat, eine Wanderdüne von 500 m Breite, knapp 3 km Länge und einer Höhe von gut 110 m, liegt in unmittelbarer südlicher Nachbarschaft der Médoc-Halbinsel südlich von Arcachon.
Landseitig ist die Vegetation teils mit Mischwäldern durchsetzt und ansonsten karg strukturiert. Neben den Kiefern wachsen dort verschiedene Eichenarten und unter anderem „Arbousier“, das sind Büsche, die sehr hoch werden können und die im Herbst gleichzeitig stachelige rote, erdbeerartig schmeckende Früchte und kleine weiße Blüten tragen.

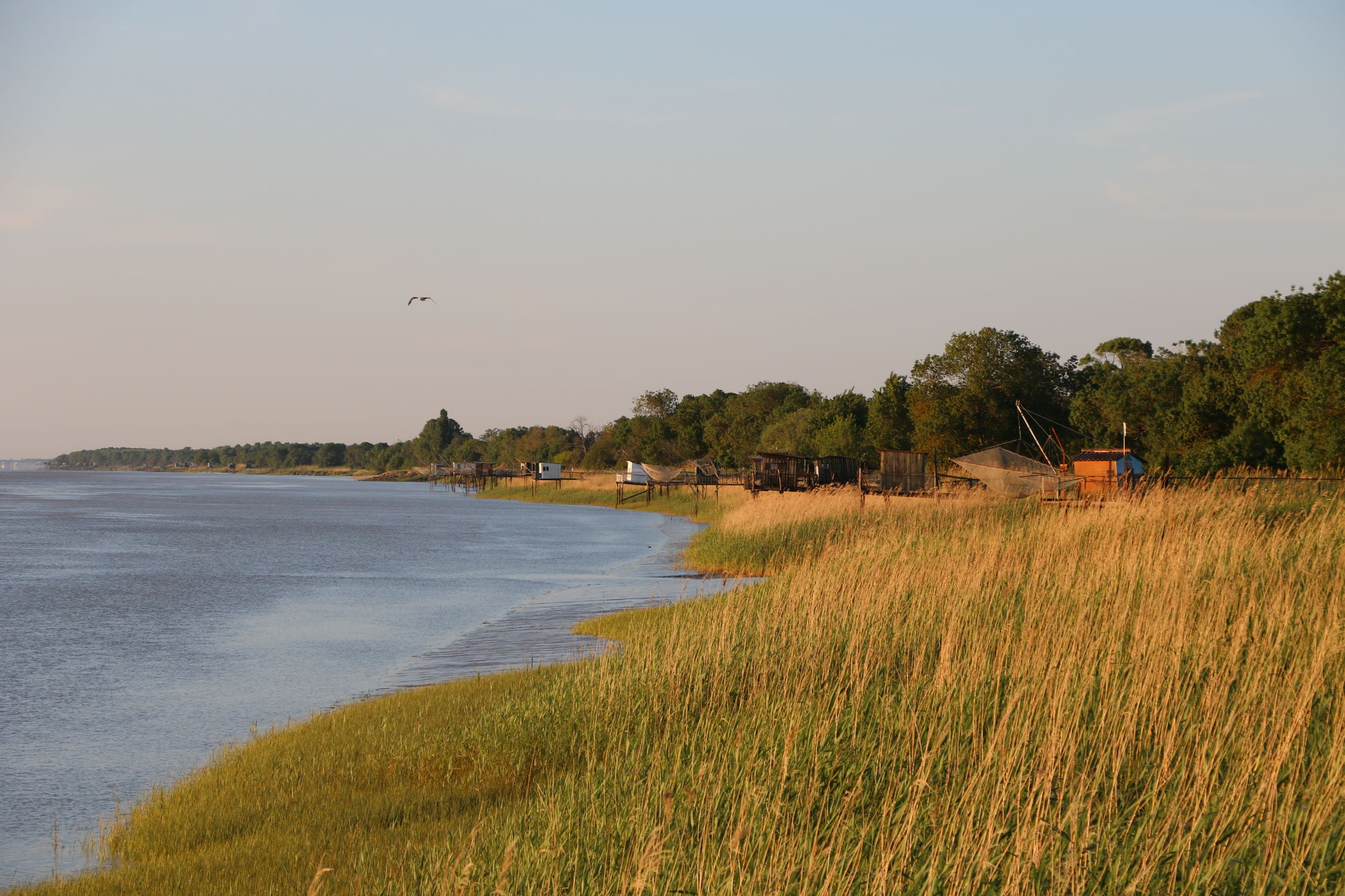
Röhricht von Pauillac und Fischerhütte an der Gironde

Auf dem linken Ufer der Gironde erstreckt sich auf der ganzen Länge das Weinanbaugebiet des Médoc, einer niedrig gelegenen, sanft abfallenden Landschaft mit sedimentalem Untergrund (Schotter und Kies), der aufgrund seiner Durchlässigkeit für den Weinbau hervorragend geeignet ist. Als beste Lagen gelten diejenigen, die „das Wasser sehen“, d. h. innerhalb des speziellen Mikroklimas liegen, das von der Gironde gestaltet wird: Das Licht wird durch die große Wasseroberfläche reflektiert und Wärme gespeichert, so dass die Bedingungen für die Traubenreife optimal sind. Als breiteste Flussmündung Europas ist die Gironde ein reicher Fischgrund. Die einzelnen Arten variieren je nach Salinität des umgebenden Wassers. Die Gironde liegt auf der Wanderroute vieler Zugvögel und ist bevorzugter Brut- und Rastplatz von vielen Vogelarten. Da diese Gegend von großem ökologischem Interesse ist, wurde sie 2015 zum nationalen Naturschutzgebiet erklärt und bildet seit 2019 den Regionalen Naturpark Médoc.

## Tourismus

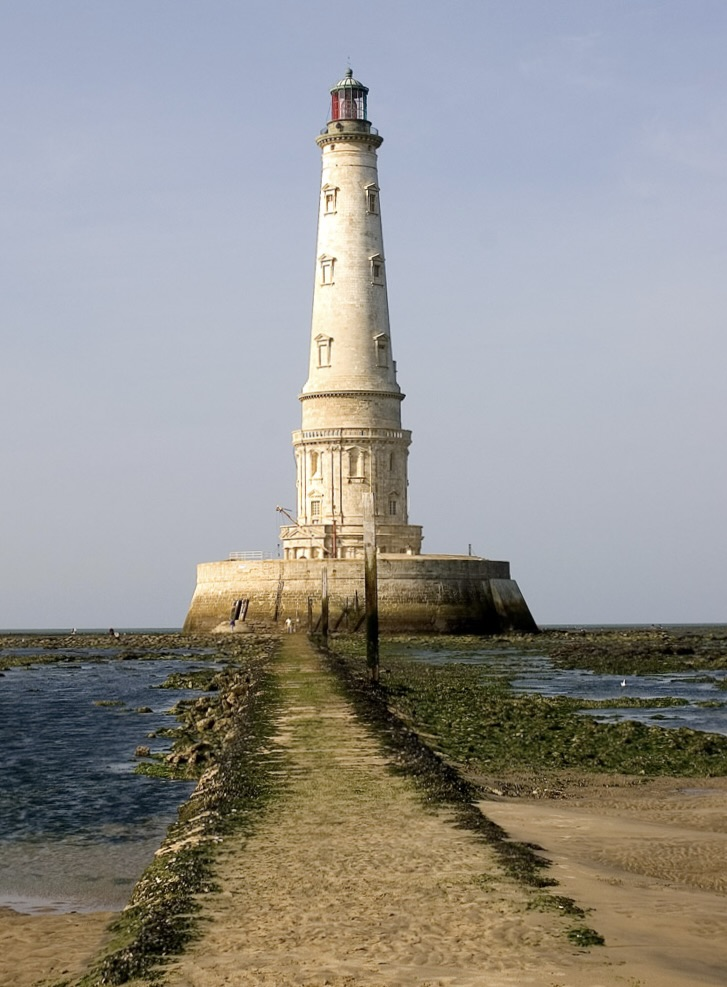
Der Leuchtturm von Cordouan bei Ebbe

Durch die geringe Verkehrsanbindung ist diese Küste zu Ferienzwecken trotz wachsendem Bekanntheitsgrad auch heute noch ruhig und erholsam. Vor allem Campingplätze und Ferienhaus-Siedlungen erschließen die Küste zu Urlaubszwecken. Die ganze Küste gilt als Paradies für Wellenreiter und Windsurfer.
Große FKK-Campinganlagen finden sich in Grayan-et-l’Hôpital  (Euronat) und Montalivet-les-Bains (CHM).
An der gesamten Atlantikküste der Médoc-Halbinsel ist der Bau von Häusern mit mehr als zwei Geschossen verboten. In Lacanau wurde dieses Verbot aber umgangen. Die dortigen teils siebenstöckigen Häuser auf den Stranddünen brachten durch den Windeinfluss den südlich gelegenen Sand ins Wandern, wodurch nun Häuser vom Versanden bedroht sind. Aber auch in Soulac-sur-Mer gibt es Gebäude am Strand mit mehreren Stockwerken. Neubauten werden seit einiger Zeit zumindest in Soulac jedoch fast ausschließlich im ortsüblichen Stil der Bäderarchitektur von Anfang des 20. Jahrhunderts errichtet, um die architektonische Einheit des Stadtkerns nicht zu zerstören. Das Touristikbüro bietet geführte Spaziergänge an, bei denen man den historischen Kern der Stadt Soulac und vor allem seine Vielzahl von Architektur-Schmuckstücken des vergangenen Jahrhunderts erleben kann.
Der Leuchtturm von Cordouan in Le Verdon-sur-Mer ist der berühmteste Leuchtturm des Médoc. Er ist seit 1611 in Betrieb und damit der dienstälteste Leuchtturm Frankreichs. Sein Licht kreuzt das der Leuchttürme La Coubre (am rechten Ufer) und Grave (an der Pointe de Grave). Weitere Leuchttürme markieren die Flussmündung: die Leuchttürme von Richard, Patiras und Trompeloup.

## Weinbau

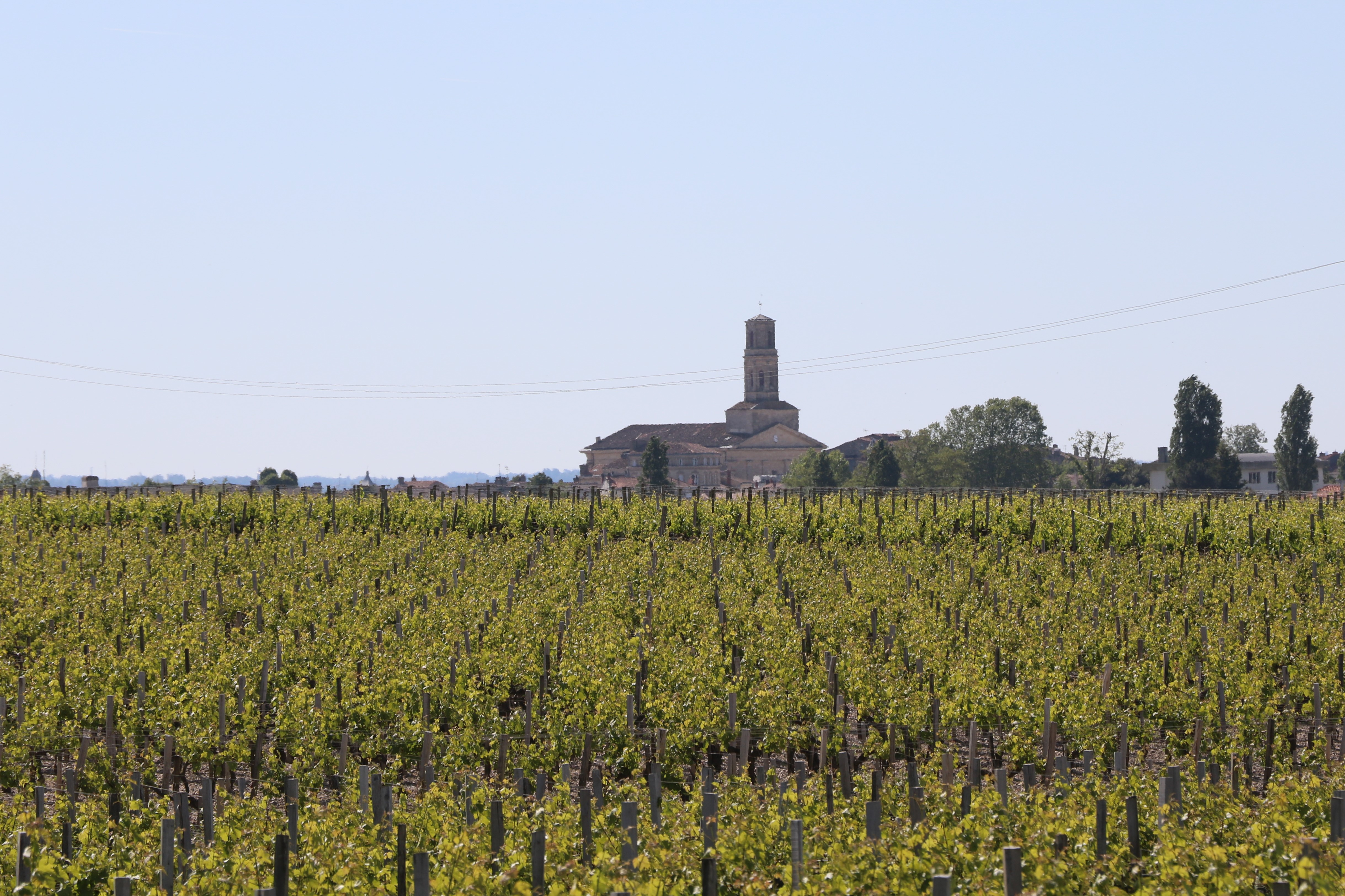
Weinbaugebiet Pauillac

Im östlichen Teil der Halbinsel waren lange schon Besiedlung, Ackerbau und vor allem Weinbau anzutreffen: Das Médoc ist zugleich eine der bekanntesten Weinbauregionen der Erde. Der karge Boden der Endmoränen aus der Vergletscherung der Pyrenäen-Eiszeiten bietet für die dort meistverwendeten Rebsorten Cabernet-Sauvignon und Merlot beste Voraussetzungen. Das Weinbaugebiet erstreckt sich auf einer Länge von 80 km und einer maximalen Breite von 10 km. Die mit Reben bestockte Fläche beträgt 15.950 Hektar. Dieses Gebiet teilt sich wie folgt auf:
- Médoc ist eine subregionale Weinbau-Appellation der Region Bordeaux. Die Appellation gilt für das gesamte Médoc, wird aber faktisch nur für den nördlichen Teil der Halbinsel verwendet. Hier liegt der Anteil des Merlot in der Regel höher als in den anderen Teilen des Médoc, so dass die Weine etwas fruchtiger und geschmacklich runder sind. Die Fläche der Weinberge beträgt 5300 Hektar, etwa 37 Mio. Flaschen stammen von 127 Crus Bourgeois, 113 Crus Artisans, und 5 Caves Coopératives.

- Haut-Médoc, die zweitgrößte Appellation, umfasst den südlichen Teil des Médoc. Da das Haut-Médoc über 5 Grand-Cru-Gewächse verfügt, ist der Ruf dieser Region sehr gut. Die berühmten Crus zeigen oft Kraft und Solidität mit deutlicher hervortretendem Cabernet Sauvignon, meist intensiven Aromen und nach einigen Jahren der Alterung komplexem Bukett und Ausgewogenheit. Die Fläche der Weinberge beträgt 4600 Hektar, etwa 30 Mio. Flaschen aus 5 Crus Classés, 140 Crus Bourgeois, 116 Crus Artisans und andere Crus, und 5 Caves Coopératives.

Den besten Ruf genießen die Weine der sechs kommunalen Appellationen (flussaufwärts geordnet):
- Saint-Estèphe, sie sind für ihre ausgeprägten, doch rassigen Tannine bekannt, die im Zusammenspiel mit der oft präsenteren Säure der Weine eine lange Alterung garantieren. Dann zeigen sie eine charaktervolle, oft erdige Note. Die Fläche der Weinberge beträgt 1250 Hektar, etwa 8,3 Mio. Flaschen aus 5 Crus Classés, 42 Crus Bourgeois, 25 Crus Artisans, andere Crus und einer Cave Coopérative.

- Pauillac, Weine von Kraft und Struktur, die mächtige Tannine besitzen und hervorragend altern, um dann ihren zweiten Charakterzug zu offenbaren: finessenreiche Eleganz. Die Fläche der Weinberge beträgt 1190 Hektar, etwa 8,1 Mio. Flaschen aus 18 Crus Classés, 16 Crus Bourgeois, 7 Crus Artisans, andere Crus und einer Cave Coopérative.

- Saint-Julien, viel Harmonie und Finesse, sowohl im Bukett wie auch am Gaumen, dabei feste Tannine und eine gute Struktur, die oftmals hohes Potenzial verleihen. Die Fläche der Weinberge beträgt 910 Hektar, etwa 6 Mio. Flaschen aus 11 Crus Classés, 8 Crus Bourgeois sowie u. a. 11 Crus Artisans.

- Listrac, diese in der Jugend oft recht verschlossenen Weine sind solide und tanninreich, doch ihr gewöhnlich relativ hoher Merlot-Anteil verleiht ihnen in der Reife einen vollen und samtigen Charakter. Die Fläche der Weinberge beträgt 690 Hektar, etwa 4,8 Mio. Flaschen aus 29 Crus Bourgeois, 12 Crus Artisans, andere Crus und eine Cave Coopérative.

- Moulis, so verschiedenartig wie die Böden sind auch die Weine von Moulis, wobei das breite Spektrum von weichen bis zu vollen und tanninbetonteren Gewächsen reicht – mit ihrem Höhepunkt nach einem Jahrzehnt. Die Fläche der Weinberge beträgt 600 Hektar, etwa 4 Mio. Flachen aus 31 Crus Bourgeois, 13 Crus Artisans und anderen Crus.

- Margaux, Eleganz ist der Kernbegriff für Margaux; verbunden mit reizvoller Frucht in der Jugend halten die feinen Tannine langer Alterung stand, um bei den größten zu hinreißender Verfeinerung zu führen. Die Fläche der Weinberge beträgt 1410 Hektar, etwa 9 Mio. Flaschen aus 21 Crus Classés, 25 Crus Bourgeois, 38 Crus Artisans und anderen Crus.

## Wirtschaft
Wirtschaftlich sind neben dem Tourismus und dem Weinbau die Holzwirtschaft zu erwähnen, der Fischfang sowie die Austernzucht im Becken von Arcachon.
Der Stadt Bordeaux sind im Einmündungsbereich der Dordogne mehrere Raffinerien vorgelagert, zudem existiert ein Kernkraftwerk auf der rechten Seite der Gironde. Neben dem Hafen der Stadt Bordeaux sind auch der Hafen der Kleinstadt Pauillac sowie der Containerhafen und der Segelhafen Port Médoc in Le Verdon an der Mündung der Gironde zu nennen.

## Verkehr
Die Médoc-Halbinsel kann von der Südseite her über die Landanbindung von Bordeaux aus befahren werden. An die Ringautobahn rund um Bordeaux ist eine Schnellstraße nach Cap Ferret angebunden, die grob die geographische Südgrenze der Halbinsel markiert.
Fährverbindungen führen von Royan nach Pointe de Grave bei Le Verdon, etwa 12 km im Norden von Soulac, und auf halber Ostküste der Gironde von Blaye nach Port Lamarque. Der Ferienort Cap Ferret ist über das Becken von Arcachon mit einer Personenfähre an Arcachon angebunden.
Der Flughafen Bordeaux-Merignac im Westen der Stadt liegt am südlichen Fuß der Halbinsel Médoc.
Eine Eisenbahnlinie führt von Bordeaux über Pauillac, Lesparre und Soulac bis zur Pointe de Grave.